# Cara van Wersch
Cara van Wersch, pseudoniem voor Cornelia Maria Hubertina van Wersch (Heerlen, 27 mei 1913 – Antwerpen, 24 november 2000), was toneelspeelster, filmactrice en lerares Russisch, yoga en tai chi.

## Levensloop
Van Wersch, dochter van de eigenaar van een schildersbedrijf in Heerlen, werd door een Nederlands toneelgezelschap geweigerd omdat ze een zachte g had. Ze vertrok vervolgens naar Antwerpen, waar ze carrière zou maken. Al voor de Tweede Wereldoorlog was ze verbonden aan de Koninklijke Nederlandse Schouwburg van Antwerpen. Collega's uit die tijd met wie ze vaak samen optrad waren Gella Allaert, Remy Angenot, Hector Camerlynck, Jan Cammans, Marcel Cauwenbergh, Greta Lens, Robert Marcel, Jet Naessens, Jenny Van Santvoort en iets later Dora van der Groen en Luc Philips.

## Beknopte filmografie
- Elias of het gevecht met de nachtegalen - als grootmoeder (1991)
- Het beest - als moeder (1982)
- Salut en de kost - als huisbazin (1974)
- Malpertuis - als Rosalie (1971)

## Beknopte tv-filmografie
- De komst van Joachim Stiller - als verpleegster (1976)
- Magister Maesius - als moeder overste (1974)
- Kapitein Zeppos - als tante Cara (1968-1969)
- Arsenicum en oude kant (tv-film) - als Martha Brewster (1971)
- Het Pleintje - als tante Palmyre (1986)
- Postbus X - als Mevrouw Avontroot (1989)

## Hoorspel
- Terrarium